# Oxypetalum brachystemma
Oxypetalum brachystemma là một loài thực vật có hoa trong họ La bố ma. Loài này được Malme mô tả khoa học đầu tiên năm 1904.